# Vetési varjú
A vetési varjú (Corvus frugilegus) a madarak osztályának verébalakúak (Passeriformes) rendjébe és a varjúfélék (Corvidae) családjába tartozó faj.
A fajt veszélyeztetettsége és a hirtelen állománycsökkenése miatt a Magyar Madártani és Természetvédelmi Egyesület – a kék vércsével együtt – a 2009-es „év madarává” választotta. Magyarországon 2001 óta védett madárfaj.

## Előfordulása
Elterjedési területe Eurázsia nagy része. Európában Nyugat-Európától kezdve Közép-, Kelet- és Dél-Európában elterjedt, míg a Skandináv-félsziget déli részein és Finnország déli részén kevésbé jellemző madárfaj. Ázsiában az északi, tundra és tajga kivételével szinte mindenütt előfordul. Legkeletebbi élőhelyei a Csendes-óceán partvidékén találhatóak. A Kárpát-medencében gyakori fészkelő. Magyarországi fészkelő állománya jelenleg 25 ezer pár.
Betelepítették Új-Zélandra is.
A vetési varjú kóborlóként felbukkan Kuvait, Libanon, Jordánia, Málta, Algéria, Grönland, Izland és a Kínai Köztársaság területén is. Élőhelyének kiterjedése mintegy 35 400 000 km².

## Alfajai
Carl von Linné 1758-ban megjelent művében, a Systema Naturae című műben szerepelt először a vetési varjú binominális neve. Latin nevének előtagja a latin Corvus, azaz holló előtagból, illetve a frugilegus, azaz magyarul gyümölcsgyűjtögető utótagból áll. Így a Corvus frugilegus jelentése magyarra fordítva annyit tesz: Gyümölcs gyűjtögető holló. A Corvus frugilegus frugilegus Európától Oroszország déli vidékéig, illetve Kína legtávolabbi északnyugati részéig él. A Corvus frugilegus pastinator Szibéria középső részétől Mongólia északi részéig és Ázsia többi részén él.

## Megjelenése
Nagysága kb. 45 cm, szárnyfesztávolsága 81–99 cm, tömege pedig 300–340 g. Az egész madár koromfekete.
A nemek hasonlóak.

## Életmódja
A szántásokban a magok elfogyasztásával károkat okoz, de a különböző bogarak, férgek elfogyasztásával hasznot is hajt a mezőgazdaságnak. Kisebb hüllőket, békákat, gyíkokat és emlősöket is elfogyaszt, időnként más madarak tojását és fiókáit is megeszi. Kevésbé dögevő, mint egyes északi varjúfajok. Táplálékukat elsősorban szántókon, alacsony fűvel borított réteken, legelőkön szerzik be. A talajt 3–5 cm mélységig képesek átkutatni férgek után kutatva. Cserebogárlárvák, drótférgek alkotják egyebek mellett az így megszerzett táplálékuk zömét. A városokban maradó egyedek parkokban, focipályákon kutatnak élelem után, illetve a szemét közül válogatják ki az ehető falatokat. A varjak a dió belét is megeszik. Ehhez többféle módszert fejlesztettek ki. Mivel a dió kemény héját közvetlenül a csőrükkel nem bírják feltörni, ezért autóutakra, járdákra ejtik azokat annak reményében, hogy az eséstől a héj feltörik, illetve, hogy egy arra járó autó, illetve gyalogos összetöri a gyümölcs héját.
Nagy csapatokban portyázik, melyekhez hollók és csókák is gyakorta csatlakoznak. A Magyarországon telelő varjak ősszel és télen nagy, akár több százezer egyedből álló csapatokba is verődhetnek. Nyíregyházán van, hogy 400 000 egyed is összegyűlik egy-egy ilyen csapatba. Főleg éjszakázó helyükre való elvonulásuk alkalmával, illetve a reggeli órákban alkotnak jelentősebb csapatokat. Napközben azonban az éjszakázó hely környékének, mintegy 20–25 km sugarú körzetében keresnek táplálékot. A városi környezetet a madarak 90 százaléka elhagyja a nappali órák során.
Alvóhelyüket a sötétség beállta előtt 1-1,5 órával korábban közelítik meg, ám nem közvetlenül ott gyülekeznek, hanem attól távolabb, majd pedig csendesebben elvonulnak az alvóhelyeikre. Az alvófákon nem közvetlenül egymás alatt helyezkednek el, így elkerülik azt, hogy egy-egy fentebb pihenő madár ürüléke bepiszkolja tollazatukat.
A vetési varjak általában 7,5 évig élnek. Nagyon intelligens madarak, és a papagájokhoz hasonlóan képesek hangokat, emberi beszédet utánozni. Magyarországon a városokba sok varjú csak téli vendégként érkezik, általában október 14-17-e között jelennek meg.

## Szaporodása

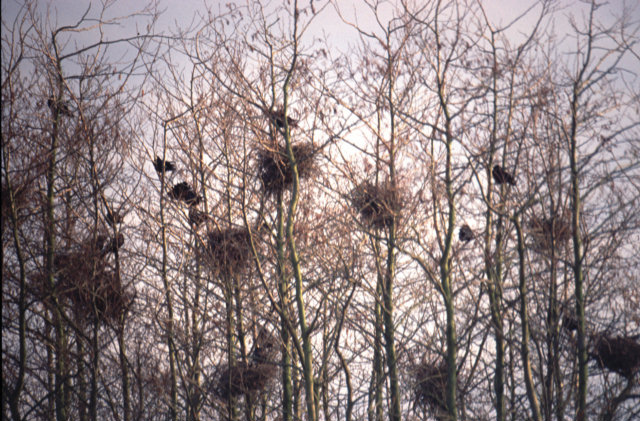
Fákon fészkel

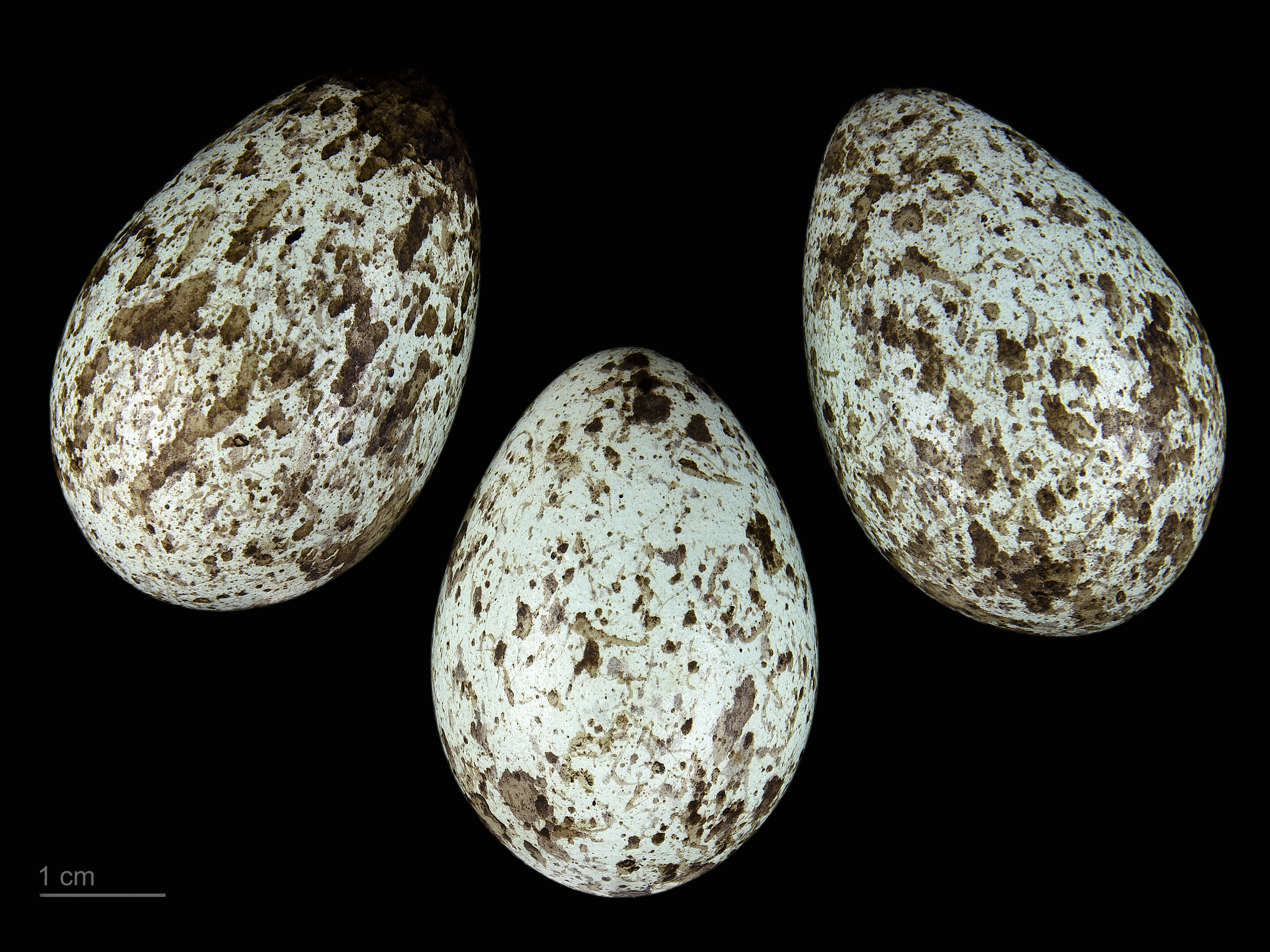
Corvus frugilegus

Facsoportok, ligetek fáin vékony ágakból, gallyakból épült, sárral kitapasztott, csésze alakú fészekbe rakja 4-5 tojását. A tojások száma a táplálékforrások függvényében a kettő és a 7 darab között ingadozhat. A fiókák két-három hét után repülnek ki a fészekből.
Elhagyott, telepekben előforduló fészkében előszeretettel költenek más madárfajok (például kék vércsék, erdei fülesbaglyok), így a vetési varjak fontos szerepet töltenek be e fajok védelmében. Költési időszaka a Brit-szigeteken már februárban megkezdődik, ám a Kelet-európai-síkvidék területén, Oroszország európai részén csak április közepén kezdődik el.
A fészek építésében mindkét nem részt vesz. Csésze formájú fészküket gallyakból, vesszőkből alakítják ki, melyet finomabb gyökerekkel, száraz fűvel és avarral bélelnek ki. Korábbi fészkükhöz a párok rendszeresen visszatérnek és újra rakják azt.

## Veszélyeztetettsége és védelme
A Természetvédelmi Világszövetség által közzétett Vörös lista alapján a vetési varjú globálisan a nem veszélyeztetett fajok közé tartozik. Felnőtt egyedeinek száma világszinten 54 millió és 95 millió közé tehető. Egyedszáma folyamatosan változik, amióta az ornitológusok figyelemmel kísérik annak változásait. Főleg a mezőgazdasági területek beépítése, eltűnése jelent veszélyt e madárfajra nézve, mivel csökkenti e madarak táplálkozási területeinek méretét, valamint a rovarirtó, rágcsálóirtó szerek és a csávázott vetőmagok alkalmazása jelent potenciális veszélyforrást rájuk nézve. Ezen felül e madarak vadászata is csökkenti az állomány létszámát.
Európában a vetési varjak egyedszáma felnőtt egyedeket tekintve 16 300 000 és 28 400 000 egyed közé tehető. Ivarérett és költésben résztvevő egyedei 8 170 000 és 14 200 000 közé tehető párt alkotnak. Európai állománya a világ összes vetési varjú állományának a 30 százalékát teszi ki.

### Hazai populációjának változása és megőrzésének fontossága
A vetési varjak által okozott „haszon” és „kár” mértékének, ezen keresztül a faj gazdasági jelentőségének megítélését nehezíti, hogy az általa okozott mezőgazdasági kártételek könnyen és közvetlenül detektálhatók, míg haszna nem igazolható ugyanilyen egyszerűen és meggyőzően. Több szerző szerint a vetési varjak képesek rovargradációk megfékezésére, így nagy mértékű rovarkártételek megakadályozására. Mások viszont, az emésztőrendszerének felépítése okán elsősorban magevőnek ítélték, és növényvédelmi szerepét egyáltalán nem tartották jelentősnek. A vitát – legalábbis egy időre – egy kutatómunka nyomán dr. Vertse Albert összefoglaló tanulmánya zárta le, a faj kímélete mellett foglalva állást.
A vetési varjú magyarországi állományának alakulását illetően 1942-ben kezdték az első komolyabb felméréseket. Ekkor 270 olyan telepet írtak össze, ahol száznál több fészek volt, ezeken a telepeken együttesen 169 466 párra becsülték az ott költő állományt. A mintegy száz, ennél kisebb fészektelep állományát is hozzászámítva, az országos költőállomány abban az időszakban mintegy 180 000 pár lehetett.

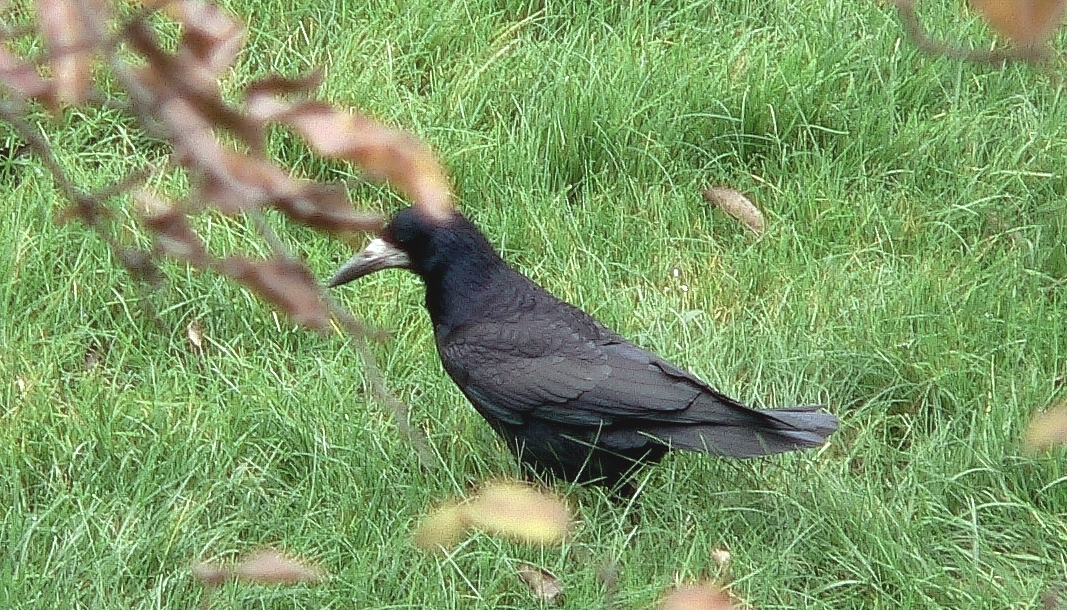

A későbbiek során a kemizálás és a monokultúra elterjedése, valamint az emberi beavatkozások eredményeként az állomány a mai napig folyamatosan csökkent. Az erőteljes számbeli csökkenés mellett a hazai állomány egyre nagyobb hányada költ belterületen vagy lakott települések közvetlen közelében. A varjak a rendszeres üldöztetés elől szinte menekülésszerűen költöztek emberi települések közelébe, városi parkokba. Ez a tendencia már a nyolcvanas évektől megfigyelhető volt, és üteme a mai napig töretlen.
Mindemellett ezek az új, a vetési varjú által kényszerből választott fészkelőhelyek nem kedveztek a velük társfészkelő, védett ragadozómadarak – erdei fülesbaglyok, vörös és kék vércsék – számára. A kék vércsék számára a jelenlegi elterjedési területükön fészkelésre alkalmas vetési varjú telepek száma 53. Közülük 2006-ban 21 telepen foglaltak fészket a kék vércsék. A vetési varjú telepeinek védelme tehát messze nem csupán a varjak állományának megőrzése szempontjából nagy jelentőségű.
A vetési varjú életmódjával, az állomány jelenlegi területi eloszlásával összefüggő konfliktushelyzetek alapvetően három fő csoportba sorolhatók:
1. Táplálkozása révén kárt tesz a mezőgazdasági terményekben;
2. Kárt okoz a vadgazdálkodásban;
3. Belterületen lévő telepei a varjak zaja és piszkítása miatt irritálják a lakosságot.
A vetési varjú legjellemzőbb kártétele, hogy kiforgatja, kiveri az ún. „szög” fenológiai fázisban lévő kukorica vetőmagot. Ennek megelőzésére a legegyszerűbb és legszerencsésebb mód, ha a vetési varjú telep közelében a gazda nem kukoricát vet. Ha mégis, a földtulajdonosok, gazdálkodók a helyes agrotechnológia betartásával, megfelelő kármegelőzési módszerekkel jelentős mértékben tudják csökkenteni a varjúkártétel kialakulásának esélyét. A varjútelep közelében a napraforgó-, kukoricamagok, magtörmelék, rostalja elterítésével odacsalhatjuk a madarakat, mert ha tehetik, inkább ezt szedik fel, mintsem keményen dolgozzanak a földben megbúvó vetőmagért.
Riasztásra a hagyományos, hanghatáson és vizuális elrettentésen kívül alkalmazható még a madárriasztó „műsas”, madárriasztó lézer, illetve a „FireFly”. Azt azonban figyelembe kell venni, hogy a varjúfélék intelligensek, gyorsan tanulnak, így a rendszeres felügyelet nélküli, kiismerhető riasztási módok várhatóan hatástalanok lesznek. Viszont a kombinált, állandó őrzés mellett kivitelezett riasztás hatásos lehet. 
A vetési varjú jelenlegi állománysűrűsége mellett a hazánkban költő varjak tekintetében a fajnak számottevő vadgazdálkodási jelentősége nincs. Az esetleg előforduló kár a téli időszakban etetésre kiszórt szemestakarmányban okozott veszteség lehet.
A vetési varjú fészektelepek és a varjútelepeken költő kék vércsék védelmét a gazdákkal közös, a Natura 2000-es és ÉTT területeken megvalósuló, természetkímélő gazdálkodási módok szolgálják leginkább.
A varjak száma a tél közepén a legnagyobb, amikor a vándorló madaraknak köszönhetően számuk egy-egy helyen az egymilliót is elérheti. Számuk februárban kezd apadni, amikor a telelő állomány maradék csapatai is elhagyják az országot. A varjak tömeges megtelepedésével hazánkban az eddigi adatok szerint nem számolhatunk, a varjútömegek tehát időszakos vendégek.
Bár a vetési varjú 2001. óta védett, fészektelepeit, és ezen keresztül – legalábbis a keleti országrészben – a varjútelepeken költő kék vércséket a mai napig veszélyeztetik a varjak ellen irányuló célzott akciók, fiókaszedések, kilövések, fakivágások.
A vetési varjú védelmével, az állomány helyzetével és a kék vércse védelmében játszott szerepével kapcsolatos tájékoztatás, szemléletformálás terén a tapasztalatok szerint mind a hivatalos szervezeteknek, mind a madárvédelemmel foglalkozó civil szervezeteknek jelentős szerep jut. A vetési varjú és a vele társfészkelő kék vércse a természetvédelem rendszerszemléletű védelmi stratégiájának emblematikus fajai lehetnek.

## További források
- rooks.org.uk A vetési varjú Nagy Britanniában (angolul)
- Youtube.com videó(HD) a fajról
- A vetési varjú hangja